# Delači
Delači so naselje na Hrvaškem, ki upravno spada pod občino Brod Moravice; le-ta pa spada pod Primorsko-goransko županijo.
Ležijo okoli kilometer severozahodno od Brod Moravic. Posebnost vasi so številne stavbe velike kulturne vrednosti, zaradi katerih so Delači zaščiteni kot kulturna dediščina, skupaj s sosednjima vasema Maklen in Moravička Sela pa tvorijo etnocono. V vasi stoji spomeniško zaščitena Hiša Delač, ki jo datirajo v leto 1644 in velja za najstarejšo ohranjeno hišo v Gorskem kotarju. V njej je shranjena etnografska zbirka. Kot primer visoko razvite tradicijske arhitekture Gorskega kotarja je zaščitena tudi hiša Ožanić-Žižek, na starejših temeljih zgrajena v zgodnjem 19. stoletju.

## Demografija
|  | 75   | 98   | 134  | 144  | 52   | 60   | 54   | 46   | 38   | 56   | 53   | 40   | 33   | 32   | 35   | 15   | 9    |
|  | 1857 | 1869 | 1880 | 1890 | 1900 | 1910 | 1921 | 1931 | 1948 | 1953 | 1961 | 1971 | 1981 | 1991 | 2001 | 2011 | 2021 |